# Carsidaridae
Los carsidáridos (Carsidaridae) son una familia de insectos hemípteros del suborden Sternorrhyncha con cuatro géneros.

## Géneros
- Mesohomotoma - Protyora - Tenaphalara - Tyora